# Mathis Wackernagel
Mathis Wackernagel (né le 10 novembre 1962 à Bâle en Suisse) est un défenseur de la durabilité, connu comme étant le créateur du concept d'empreinte écologique. Il est docteur en planification communautaire et régionale. Il est actuellement président du Global Footprint Network (Réseau de l'empreinte écologique globale), un groupe international de réflexion sur la durabilité doté de bureaux à Oakland en Californie, à Bruxelles en Belgique et à Genève en Suisse. Ce think-tank à but non lucratif se concentre sur le développement et la promotion d'outils de mesure de la durabilité.

## Biographie
Après avoir obtenu un diplôme de génie mécanique à l'École polytechnique fédérale de Zurich, Mathis Wackernagel a passé son doctorat de planification communautaire et régionale à l'université de Colombie-Britannique à Vancouver au Canada en 1994. Il y créa, dans sa thèse supervisée par le professeur William E. Rees, le concept d'empreinte écologique et en développa la méthode.
Il a travaillé sur les questions de durabilité pour des organisations de tous les continents. Wackernagel a assumé la direction du Sustainability Program de l'institut Redefining Progress à Oakland, California (1999 – 2003), et dirigé le Centre for Sustainability Studies / Centro de Estudios para la Sustentabilidad à Mexico (1995 – 2001). En 2004, il a été aussi auxiliaire du corps professoral à l'université du Wisconsin à Madison. En 2010, il a été nommé professeur invité à l'université Cornell (1er juillet 2011 – 30 juin 2013).
Wackernagel a dit que « Le dépassement (des limites écologiques) va en fin de compte liquider les richesses écologiques de la planète ». Il compte parmi les influences idéologiques de l'organisation écologiste suisse Ecopop.

## Interview
SwissInfo – mars 2022: Qui est Mathis Wackernagel, ce Suisse à l’origine de l’« empreinte écologique »? 
GoodPlanet Magazine – juillet 2022: Interview de Mathis Wackernagel, créateur de l’empreinte écologique pour le jour du Dépassement : « dans un monde où le dépassement persiste, le risque de ne pas disposer de ressources suffisantes est de plus en plus important » 

## Distinctions et honneurs
- Herman Daly Award de la US Society for Ecological Economics en 2005
- World Wide Fund for Nature Award for Conservation Merit en 2006
- Skoll Award for Social Enterpreneurship de la Skoll Foundation en 2007, conjointement avec Susan Burns
- Docteur honoris causa de l'université de Berne en 2007
- Prix international Calouste Gulbenkian 2008 (Lisbonne, Portugal) “dédié au respect de la biodiversité et à la défense de l'environnement dans les relations de l'homme avec la nature.” (avec Global Footprint Network)
- 2011 Zayed International Prize for Environment[4] dans la catégorie "action conduisant à un changement positif dans la société."  Le prix Zayed reconnaissait la contribution de Wackernagel à “la traduction de la complexité de l'impact de l'humanité sur l'environnement et sur les ressources naturelles sous une forme plus compréhensible et actionnable. Le concept de ‘limites écologiques' et l'idée d'établir un rapport entre les demandes des êtres humains et les ressources écologiques disponibles de la planète, a attiré et catalysé l'action des gouvernements, des entreprises et de la société civile."
- Kenneth Boulding Award de la International Society for Ecological Economics en 2012
- Prix Blue Planet de la Fondation Asahi (conjointement avec William E. Rees) en 2012[5].
- World Sustainability Award en 2018
- Docteur honoris causa de l'Université de Stirling en 2022

La (En)Rich List a classé Mathis Wackernagel comme le 19e des 100 individus les plus "sources d'inspiration" dont les contributions enrichissent les voies vers des futurs durables.(http://enrichlist.org/the-list/mathis-wackernagel/). John Elkington a intégré Mathis en 2012 dans le tableau d'honneur des “Zeronaut 50”, c'est-à-dire des leaders pionniers qui conduisent les principaux problèmes mondiaux vers zéro (http://thezeronauts.com/roll_of_honor.html).